# Juana de Ibarbourou

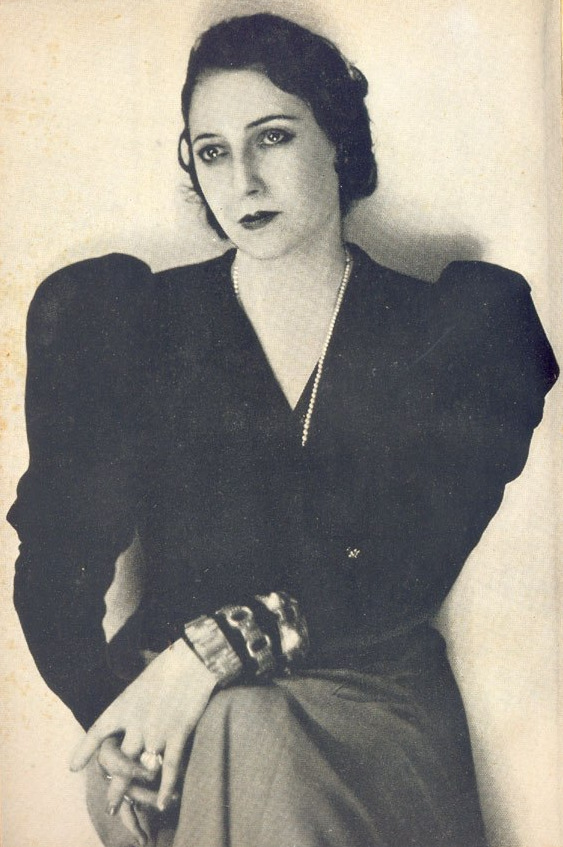

Juana Fernández Morales de Ibarbourou, còn được gọi là Juana de América, (1892-1979) là một nhà thơ người Uruguay và là một trong những nhà thơ nổi tiếng nhất của châu Mỹ Tây Ban Nha. Thơ của cô, trong đó các bài thơ sớm nhất thường rất gợi tình, đáng chú ý là cô nhận ra cảm xúc của mình với thiên nhiên xung quanh. Cô đã bốn lần được đề cử giải Nobel Văn học.
Bà là nhà thơ, một trong những nhà thơ nữ Mỹ Latinh nổi tiếng nhất. Bà đã được tôn kính về việc ca ngợi tình yêu và thiên nhiên của bà.
Ibarbourou đã trải qua thời thơ ấu của mình trong một ngôi làng nhỏ. Bà hầu như tự học. Năm 1914, bà lập gia đình và sau đó sinh một đứa con trai. Một thời gian sau, gia đình chuyển đến Montevideo năm 1918.
Thơ Ibarbourou giàu hình ảnh, gợi cảm và thể hiện bằng ngôn ngữ đơn giản, đề cập đến các chủ đề của tình yêu và thiên nhiên. Las lenguas de diamante (1919; "Lưỡi kim cương") thu hút sự chú ý về nhục dục, tình ái, và thuyết phiếm thần. Những phẩm chất này, cùng với tính tự yêu của giới trẻ cũng có mặt trong các tác phẩm của bà.. Bà bị ảnh hưởng sâu sắc bởi sự ốm yếu của mình và cái chết của cha, mẹ và chồng.
Mặc dù thơ Ibarbourou sau này thiếu niềm đam mê và cảm xúc của công việc trước đây của bà, bà vẫn là một trong những nhà thơ nổi tiếng nhất của Nam Mỹ. Bà đã được bầu làm chủ tịch Hiệp hội Nhà văn Uruguay năm 1950.
Tác phẩm chủ yếu là: "Lưỡi kim cương" (1918), "Gốc hoang “(1922), "La bàn" (1930) và tập thơ  văn xuôi "Tranh vẽ Thánh Kinh" (1936) v.v

## Tiểu sử

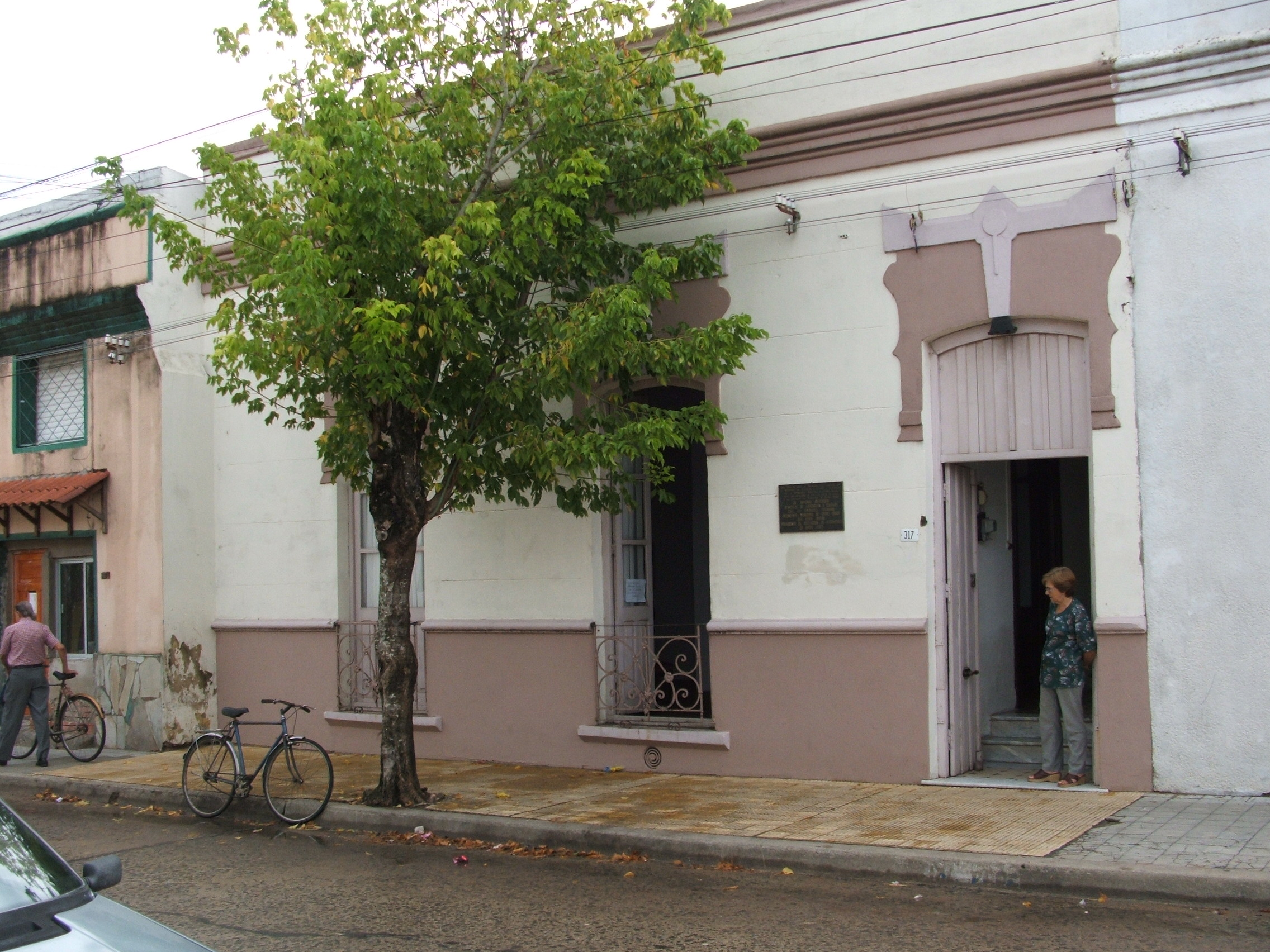
Nơi sinh của Juana

Cô được sinh ra với tên khai sinh Juana Fernández Morales vào ngày 8 tháng 3 năm 1892 tại Melo, Cerro Largo, Uruguay. Ngày sinh của Juana thường được đưa ra là ngày 8 tháng 3 năm 1895, nhưng theo một cơ quan đăng ký dân sự địa phương có chữ ký của hai nhân chứng, năm thực sự là năm 1892. Juana bắt đầu học tại trường Jose Pedro Varela vào năm 1899 và chuyển đến một trường tôn giáo vào năm sau, và hai trường công lập sau đó. Năm 1909, khi 17 tuổi, cô đã xuất bản một tác phẩm văn xuôi, "Derechos femeninos" (quyền của phụ nữ), và bắt đầu sự nghiệp cả đời với tư cách là một nhà nữ quyền nổi bật.
Cô kết hôn với Đại úy Lucas Ibarbourou Trillo (1879-1942) trong một nghi lễ dân sự ngày 28 tháng 6 năm 1913 và có một đứa con tên Julio César Ibarbourou Fernandez (1914-1988). Năm 1918, Juana chuyển đến Montevideo cùng gia đình. Theo thông lệ, Juana và Lucas đã tái hôn trong một buổi lễ tôn giáo vào ngày 28 tháng 6 năm 1921 tại Nhà thờ Đức Mẹ Hằng Cứu Giúp. Lucas Ibarbourou mất ngày 13 tháng 1 năm 1942. Julio, con trai của họ trở thành một kẻ nghiện cờ bạc và nghiện ma túy và Juana đã tiêu gần hết tiền bạc của mình, cuối cùng phải bán nhà cửa, tài sản và đồ trang sức, để trả các khoản nợ và chi phí chăm sóc y tế.
Juana de Ibarbourou qua đời ngày 15 tháng 7 năm 1979 tại Montevideo, Uruguay.

## Sách tham khảo
- Sylvia Puentes de Oyenard. "Apuntes para una Biobibliografia de Juana de Ibarbourou." Lời tựa. Obras Escogidas. Tác giả Juana de Ibarbourou, biên soạn. Sylvia Puentes de Oyenard. México, DF: Biên tập viên Andres Bello, 1998.
- Juana de Ibarbourou | Uruguayan poet | Britannica.com